# Top of the World (bài hát của The Carpenters)
"Top of the World" là một bài hát soạn nhạc và viết lời bởi Richard Carpenter và John Bettis vào năm 1972 và được thu âm lần đầu bởi bộ đôi ban nhạc người Mỹ Carpenters. Nó trở thành một bài hát hit và đứng đầu hai tuần liên tiếp trên bảng xếp hạng Billboard Hot 100 vào năm 1973.
Carpenters ban đầu dự định bài hát chỉ là một bản cắt từ album. Tuy nhiên, sau khi ca sĩ nhạc đồng quê Lynn Anderson cover lại bài hát và nó trở thành bản hit thứ hai trên bảng xếp hạng nhạc đồng quê, họ đã xem xét lại.

## Phiên bản của The Carpenters

### Bối cảnh
Sáng tác bởi Richard Carpenter (nhạc) và John Bettis (lời), "Top Of The World" lần đầu tiên được thu âm và phát hành trong album phòng thu năm 1972 A Song for You của ban nhạc. Bài hát ban đầu được dự định chỉ là một bản cắt từ album, tuy nhiên sau khi phiên bản của Lynn Anderson được phát hành vào giữa năm 1973 đạt được thành công rực rỡ, ban nhạc đã nuối tiếc vì họ đã không phát hành phiên bản của họ dưới dạng đĩa đơn ngay từ đầu. Phiên bản của The Carpenters sau đó đã được phát hành dưới dạng đĩa đơn vào ngày 17 tháng 9 năm 1973. Karen Carpenter đã thu âm lại giọng hát của bà cho phiên bản đĩa đơn do bà không cảm thấy hài lòng với phiên bản gốc. Phiên bản mới đã xuất hiện trong album tổng hợp đầu tiên của ban nhạc, The Singles: 1969-1973.
Sau khi phát hành phiên bản đĩa đơn, bài hát dẫn đầu trên bảng xếp hạng Billboard Hot 100 vào cuối năm 1973, trở thành bài hát thứ hai trong ba bài hát từng đứng đầu của ban nhạc, trước đó là "(They Long to Be) Close to You" và sau đó là "Please Mr. Postman."
Tại Nhật Bản, bài hát được sử dụng làm bài hát chủ đề cho bộ phim truyền hình năm 1995 của Nhật Bản mang tên Miseinen. Vào năm 2003, một bộ phim truyền hình khác, Beginner, cũng sử dụng bài hát làm ca khúc chủ đề cho đoạn kết. Nó cũng được nghe thấy trong bộ phim Shrek Forever After khi Shrek thích thú việc trở thành một "con quỷ thực sự" và khiến cho dân làng sợ hãi, đồng thời trong một cảnh nổi bật của bộ phim Lời nguyền bóng đêm năm 2012, nơi màn trình diễn của the Carpenters có thể được nhìn thấy trên màn hình vô tuyến. Bài hát đã được sử dụng như bài hát mở đầu cho Mùa 2, Tập 1 của loạt phim After Life của Netflix. Trong bài phát biểu nhận giải Oscar cho ca khúc gốc xuất sắc nhất "Naatu Naatu," nhà soạn nhạc M.M. Keeravani đã nhắc tới the Carpenters và xen kẽ lời cảm ơn của mình vào giai điệu bài hát "Top Of The World."
Cash Box khen ngợi "tiếng hát mạnh mẽ" của Karen Carpenter và sự hòa giọng của ban nhạc.

### Cá nhân
- Karen Carpenter – hát chính và hát bè
- Richard Carpenter – hát bè, piano điện Wurlitzer, phối nhạc
- Joe Osborn – guitar bass
- Hal Blaine – trống chải
- Tony Peluso – guitar điện
- Buddy Emmons – guitar bàn đạp thép
- Không ghi công – trống lục lặc

### Bảng xếp hạng
| Bảng xếp hạng (1973–1974)                   | Vị trí cao nhất |
| ------------------------------------------- | --------------- |
| Úc                                          | 1               |
| Canadian RPM Top Singles (Canada)           | 1               |
| Canada RPM Adult Contemporary               | 2               |
| Dutch Mega Single Top 100 (Hà Lan)          | 12              |
| German Media Control Charts (Đức)           | 38              |
| Irish Singles Charts (Ireland)              | 3               |
| Japanese Oricon Singles (Nhật Bản)          | 21              |
| New Zealand                                 | 14              |
| UK Singles Chart (Vương quốc Anh)           | 5               |
| Ultratop Flanders (Bỉ)                      | 27              |
| Hoa Kỳ Billboard Hot 100                    | 1               |
| Hoa Kỳ Billboard Easy Listening             | 2               |
| Hoa Kỳ Cashbox Radio Active Airplay Singles | 2               |
| Hoa Kỳ Record World                         | 3               |
| Hoa Kỳ Cash Box Top 100                     | 1               |

| Bảng xếp hạng (1973) | Vị trí |
| -------------------- | ------ |
| Canada               | 18     |

| Bảng xếp hạng (1958-2018) | Vị trí |
| ------------------------- | ------ |
| Hoa Kỳ Billboard Hot 100  | 371    |

### Chứng nhận
| Quốc gia                                                                           | Chứng nhận | Số đơn vị/doanh số chứng nhận |
| ---------------------------------------------------------------------------------- | ---------- | ----------------------------- |
| Nhật Bản (RIAJ) Kĩ thuật số                                                        | Bạch kim   | 250.000*                      |
| Anh Quốc (BPI)                                                                     | Bạc        | 250.000^                      |
| Hoa Kỳ (RIAA)                                                                      | Vàng       | 1.000.000^                    |
| * Chứng nhận dựa theo doanh số tiêu thụ. ^ Chứng nhận dựa theo doanh số nhập hàng. |            |                               |

## Phiên bản của Lynn Anderson

### Bối cảnh
Ca sĩ nhạc đồng quê Lynn Anderson đã cover bài hát vào năm 1973 cho album phòng thu Top of the World của bà, phát hành dưới hãng đĩa Columbia Records. Nó là đĩa đơn đầu tiên trong album của bà và phiên bản của bà đã trở thành hit. Bản cover của Anderson đạt vị trí thứ hai trên bảng xếp hạng đĩa đơn nhạc đồng quê của Hoa Kỳ và thứ 74 trên Billboard Hot 100 vào giữa năm 1973. Sự thành công của phiên bản do Anderson thể hiện đã thúc đẩy the Carpenters phát hành một phiên bản mới của bài hát dưới dạng đĩa đơn và nó đã thống trị bảng xếp hạng đĩa đơn nhạc pop của Hoa Kỳ trong hai tuần vào tháng 12 năm 1973. Bản thu âm của Anderson được sản xuất bởi chồng bà Glenn Sutton và Clive Davis. Bà sau đó đã tái thu âm bài hát trong album phát hành năm 2004 mang tên The Bluegrass Sessions.

### Bảng xếp hạng
| Bảng xếp hạng năm 1973                    | Vị trí cao nhất |
| ----------------------------------------- | --------------- |
| US Billboard Hot 100 (Hoa Kỳ)             | 74              |
| US Billboard Hot Country Singles (Hoa Kỳ) | 2               |
| US Billboard Easy Listening (Hoa Kỳ)      | 34              |
| Canadian RPM Country Tracks (Canada)      | 1               |
| Canadian RPM Adult Contemporary (Canada)  | 30              |